# Mappa Selenographica
Mappa Selenographica és un atles lunar publicat entre 1834 i 1836 en 4 parts, obra dels astrònoms alemanys Wilhelm Beer (1777-1850) i Johann Heinrich von Mädler (1794-1874). Va ser la cartografia més detallada de la Lluna durant quaranta anys, fins a l'aparició del mapa de Julius Schmidt (1825-1884) publicat el 1878.
Després de la publicació del Mappa Selenographica, Mädler va acceptar el lloc de director en l'Observatori de Dorpat a Estònia, finalitzant la seva col·laboració d'anys amb Beer.

## Característiques
El mapa de Beer i Mädler va ser el primer que es va presentar dividit en quadrants, incloent una escala graduada, paral·lels i meridians. El 1837 es va publicar un volum addicional titulat Der Mond, en el qual s'incorporaven mesures micromètiriques del diàmetre de 148 cràters i l'altura de 830 muntanyes, deduïdes per la grandària de les seves ombres. El diàmetre del cercle format pels quatre quadrants del mapa és de 97,5 cm.
El seu títol complet en llatí és:
| Mappa SELENOGRAPHICA totam Lunae hemisphaeram visibilem complectens Observationibus propriis | (Mapa SELENOGRÀFIC de tots els hemisferis de la Lluna visibles complets D'observacions pròpies) |

Els gravats van ser realitzats per Carolus Vogel, i va ser imprès a Berlín el 1834 per Simon Schropp & Soc. L'obra està dedicada al rei Frederic VI de Dinamarca.

## Imatge
Imatge composta dels quatre quadrants que formen el mapa, procedents d'un exemplar digitalitzat de la Universitat de Dresden:
|  |  |
|  |  |